# Yves Allégret
Yves Allégret (ur. 13 października 1907 w Asnières-sur-Seine, Hauts-de-Seine, zm. 31 stycznia 1987 w Paryżu) – francuski reżyser, scenarzysta, operator dźwięku, producent oraz montażysta filmowy, autor filmów dokumentalnych i fabularnych. Jego najbardziej znane obrazy filmowe to Cud zdarza się tylko raz, Odrodzeni, Nie martw się, jesteś kochany.
Pracę w przemyśle filmowym rozpoczął w 1930 roku. Jego film Dédée z Antwerpii otrzymał nominację do nagrody Złotego Lwa. W 1962 roku Allégret był nominowany do nagrody Złotej Palmy za film Konga Yo.

## Filmografia (wybór)

### Reżyseria
- 1945: Pudełko snów
- 1946: Demony świtu
- 1948: Dédée z Antwerpii
- 1949: Szkoła jazdy
- 1949: Mała urocza plaża
- 1951: Cud zdarza się raz
- 1952: Siedem grzechów głównych
- 1953: Odrodzeni
- 1954: Pani niewiniątko
- 1955: Oaza
- 1956: Decyzja
- 1957: Kiedy wmiesza się kobieta
- 1962: Konga Yo
- 1963: Germinal
- 1976: Nie martw się, jesteś kochany

### Scenariusz
- 1945: Pudełko snów
- 1954: Pani niewiniątko
- 1956: Decyzja
- 1962: Konga Yo

## Życie osobiste
- Był bratem reżysera filmowego Marka Allégreta.
- Był trzykrotnie żonaty. Jego pierwszą żoną była Michèle Cordoue, a drugą Renée Naville, z którą miał dziecko. Małżeństwo skończyło się rozwodem. W latach 1944–1949 był mężem aktorki Simone Signoret (późniejszej żony Yves’a Montanda). Z tego związku 16 kwietnia 1946 narodziła się córka Catherine.